# مات شيرر
مات شيرر هو لاعب اللاكروس كندي، ولد في 19 أكتوبر 1973 في ويتبي في كندا.